# Brassói aprópecsenye
Brassói aprópecsenye – węgierskie danie główne przygotowywane z wieprzowiny, czosnku, pieprzu i ziemniaków. Pochodzenie potrawy nie jest dokładnie znane i owiane legendami

## Pochodzenie
Według jednej z hipotez, przepis na brassói aprópecsenye został wymyślony w 1948 przez Nándora Grófa, kucharza pracującego w pociągu z Budapesztu do Braszowa. Jednak mistrz kuchni György Dózsa, powołując się na XIX-wieczną książkę kucharską, twierdził, że danie to, czyli wołowy tokań z czosnkiem, pochodzi z Braszowa.
Natomiast znany węgierski kucharz Sándor Csáky w książce XX. század szakácsművészete pisał w 1936, że potrawa nie pochodzi z Braszowa i że robi się ją z polędwicy z dodatkiem pomidorów, czerwonego wina, grzybów i estragonu.
Z kolei Gyula Pető w podręczniku dla kucharzy Ételkészítési ismeretek pisał, jak przygotować potrawę z polędwicy, wędzonej słoniny, czosnku i gotowanych ziemniaków, ale nie wspominał o pochodzeniu tego dania.
Mistrz kucharski Endre Papp twierdził, że przygotował przepis tego dania na konkurs kulinarny w 1950 i nazwał je z nostalgii za czasami sprzed traktatu z Trianon, gdy Braszów był w granicach Węgier. Podane przez niego produkty to słonina, polędwica, cebula, zielony groszek, pomidory, zielona papryka i pieczone kartofle.
Według innej wersji potrawę wymyśliła żona właściciela karczmy Weiss w Óbudzie na urodziny mistrza stolarskiego Károlya Brassóya, a sporządziła ją z wieprzowiny z majerankiem i cebulą z dodatkiem kluseczek tarhonya.